# Heinz Reincke
Heinz Reincke, född 28 maj 1925 i Kiel, Tyska riket, död 13 juli 2011 i Wien, Österrike, var en tysk skådespelare. Han började spela teater på 1940-talet vid olika tyska teatrar. Senare var han under många år baserad vid Burgtheater i Wien. Reincke arbetade med film och TV från 1955 och medverkade i uppmärksammade filmer som Svindlaren Felix Krull (1957) och Faust (1960). På äldre dagar spelade Reincke i många tyska TV-produktioner, bland annat serierna Zwei Münchner in Hamburg (1989-1993) och Der Landarzt 1987-2010 där han gjorde gjorde rollen som pastor Eckholm i över 200 avsnitt.

## Filmografi, urval
- 1957 – Svindlaren Felix Krull
- 1958 – Ung man gör revolt
- 1960 – Faust
- 1962 – Den längsta dagen
- 1964 – Wartezimmer zum Jenseits
- 1969 – Bron vid Remagen
- 1972 – Ge järnet, Dudde!
- 1973 – Resan till Wien
- 1976 – Den starka kvinnan